# Amin Stevens
Amin Khalil Stevens (Columbus, 26 ottobre 1990) è un cestista statunitense, professionista in Europa.